# Olivier de Platon
L’olivier de Platon (en grec moderne : Ελιά του Πλάτωνα / Eliá tou Plátona), également appelé olivier sacré de Platon (Ιερή Ελιά του Πλάτωνα / Ierí Eliá tou Plátona) est un olivier historique d'Athènes en Grèce, à l'ombre duquel, selon la tradition historique et la légende, le philosophe grec Platon enseignait à ses étudiants au Ve siècle av. J.-C..
L'arbre était situé près du site de l'ancienne Académie de l'Athènes antique, à proximité de l'université d'agriculture d'Athènes, sur la voie sacrée, entre les numéros 89 et 91, juste après le jardin botanique, avant le pont du Céphise, dans la zone autrefois appelée Parámpiga.
Le vieil arbre est resté debout jusqu'en 1975, jusqu'à ce qu'un bus le percute et le brise. Le tronc a alors été déplacé à l'université d'agriculture d'Athènes. Cependant, à l'endroit où l'olivier a grandi, la souche a commencé à faire de nouvelles pousses.

## Légende
Cet arbre est parfois décrit comme l'un des douze oliviers de l'Académie qui correspondaient à ses douze portes et à partir desquels aurait été créée la célèbre oliveraie d'Athènes. Ces douze oliviers étaient, selon la légende, des clones de l'olivier sacré que la déesse Athéna aurait offert à la ville pour qu'elle en devienne la patronne lors d'une bataille contre Poséidon.
Une autre version indique que l'arbre était un vestige des rangées d'arbres de l'Académie, qui, elles aussi, étaient issues de ces douze premiers oliviers mythiques. 
Bien qu'il soit généralement associé à Platon, il avait d'abord été montré aux touristes sous le nom d'« olivier de Périclès » avant d'être rebaptisé à la fin du XIXe siècle ou au début du XXe siècle, selon une anecdote de l'historien Dimítrios Kamboúroglou. Les Athéniens l'auraient appelé la Grande Dame ou la Vénérable Dame. 
Aucune source historique ne l'attribue à Platon, mais le nom s'est imposé. La circonférence de son tronc était caractéristique, atteignant six mètres, mais sa hauteur n'était pas particulièrement grande. À la base du tronc, il y avait une grande déformation ressemblant à une grotte dans laquelle de nombreux petits animaux avaient l'habitude d'entrer.